# Hatara
Hatara är en strand i Finland.   Den ligger i landskapet Norra Österbotten, i den centrala delen av landet, 500 km norr om huvudstaden Helsingfors. Hatara ligger på ön Hailuoto.